# Gerard Unger
Cet article concerne le typographe néerlandais. Pour le chef d’entreprise et publicitaire français, voir Gérard Unger.
Pour les articles homonymes, voir Unger.
Gerard Unger, né le Modèle:Date de naissancez à Arnhem et mort le 23 novembre 2018 à Bussum, est un typographe, créateur de caractères, enseignant et auteur néerlandais.

## Biographie

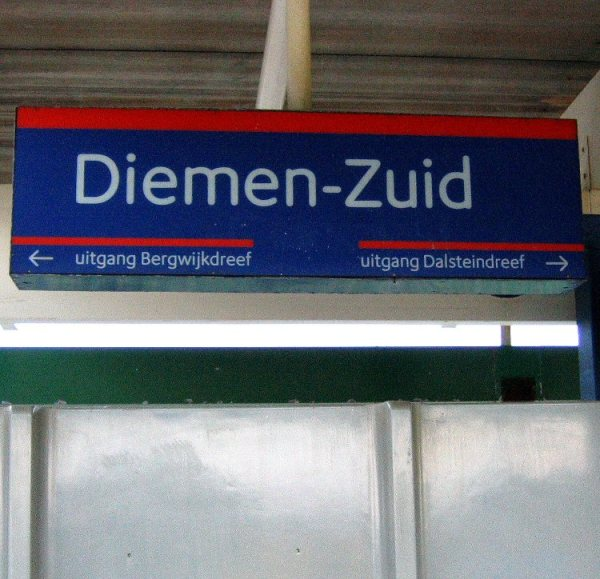
Police de caractères de Gerard Unger en 1975 pour le métro d'Amsterdam.

Gerard Unger a étudié à l'académie Gerrit Rietveld à Amsterdam de 1963 à 1967. Il a commencé à travailler chez Total design, Prad et Johan Enschedé & Zonen. Il s'est établi à son compte en 1975. Il a créé des polices à destination de la presse mais aussi des logos, des timbres et des pièces de monnaie. Il a par ailleurs mis en page des livres.
Il a réalisé les polices utilisées pour les signalétiques du métro d'Amsterdam et des autoroutes néerlandaises. Sa police Gulliver, qui date de 1993, est familière à de très nombreux lecteurs : elle est notamment utilisée pour les journaux USA Today et Stuttgarter Zeitung. Sa police Coranto est utilisée par le quotidien écossais The Scotsman et par le journal économique brésilien Valor Econômico.
Il a enseigné la typographie à l'académie Gerrit Rietveld pendant trente ans, mais aussi à l'université de Leyde de 2006 à 2012 ainsi qu'à l'université de Reading en tant que professeur invité.
Son livre le plus important, Terwijl je leest, date de 1997. Il a été traduit en italien, en anglais, en allemand, en coréen, en espagnol ainsi qu'en français, sous le titre  Pendant la lecture.

## Distinctions
- 2008 : docteur honoris causa de l'université de Hasselt[3]

## Caractères

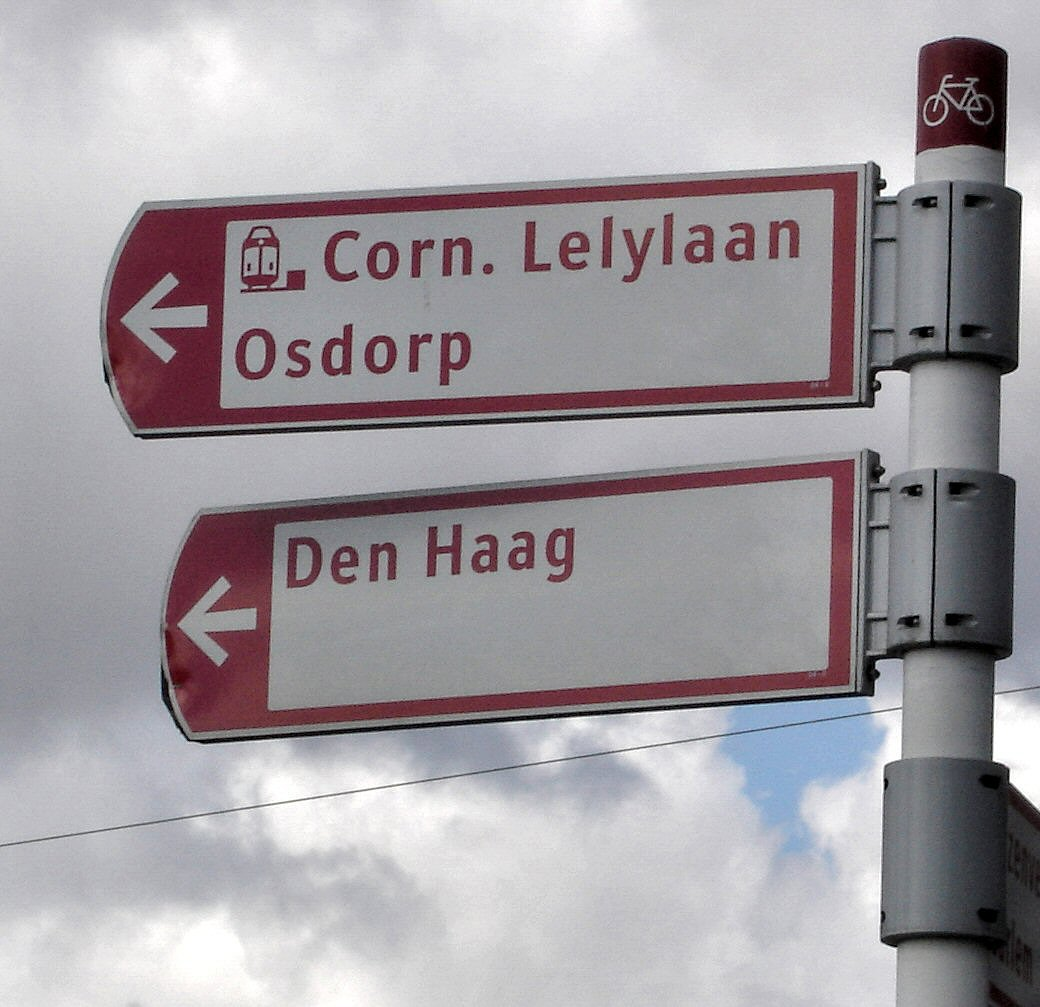
Police de caractères de Gerard Unger en 1997 pour la signalétique de l'ANWB.

Gerard Unger a notamment dessiné les polices suivantes :
- Demos (1976/2001)
- Flora (1984)
- Swift (1985/1995)
- Amerigo (1986)
- Argo (1991)
- Gulliver (1993)
- ANWB-fonts (1997 - pour les autoroutes néerlandaises)
- Capitolium (1998)
- Paradox (1999)
- Coranto (2000)
- Vesta (2001)
- Capitolium News (2006)
- Alverata (2013)

## Ouvrages
- (nl) Een tegenvoorstel = a counter-proposal = une contreproposition = ein Gegenvorschlag (1967)
- (nl) Tekst over tekst: een documentaire over typografie (1975)
- (nl) Kijk... je kunt er mee lezen en schrijven: automatisering in relatie tot grafisch ontwerpen en tot de grafische industrie (1979)
- (nl) Letters, Uitgeverij De Buitenkant, Amsterdam, (1994)  (ISBN 978-90-70386-69-6)
- (nl) Veranderend lezen, lezend veranderen, Walburg Pers, Zutphen (2004)  (ISBN 9057303256)
- (nl) Terwijl je leest
  - Pendant la lecture, éditions B42, traduction française d'André Verkaeren, Paris, 2015.
  - Il gioco della lettura, Stampa Alternativa, traduction italienne de Alessandro Colizzi, Rome, 2006.
- (en) Typography as Vehicle of Science, Uitgeverij de Buitenkant, Amsterdam (2007),  (ISBN 978-90-76452-67-8), leçon inaugurale à l'université de Leyde
- (nl) Jos A. A. M. Biemans & Gerard Unger, Eeuwenlang letters : lettervormen in de Koninklijke Bibliotheek, Bekking & Blitz, Amersfoort (2012)
- (nl) Alverata : hedendaagse Europese letters met wortels in de middeleeuwen, Uitgeverij de Buitenkant, Amsterdam (2013),  (ISBN 978-94-90913-40-3), discours à l'université de Leyde